# Vladimir Lavrinenko
Vladimir Ivanovich Lavrinenko (en ruso: Владимир Иванович Лавриненко) (Sujumi, Georgia, 13 de enero de 1932 - Moscú, Rusia, 7 de enero de 2004) fue un nadador especializado en pruebas de estilo libre que representó a la Unión Soviética. Fue medalla de bronce en 1500 metros libres durante el Campeonato Europeo de Natación de 1954.

## Palmarés internacional
| Campeonato Europeo de Natación | Campeonato Europeo de Natación | Campeonato Europeo de Natación | Campeonato Europeo de Natación |
| Año                            | Lugar                          | Medalla                        | Prueba                         |
| ------------------------------ | ------------------------------ | ------------------------------ | ------------------------------ |
| 1954                           | Turín (Italia)                 | Medalla de bronce              | 1500 m libre                   |